# 吐尔地尼牙孜
吐尔地尼牙孜（？—1997年7月3日），男，维吾尔族，新疆阿瓦提人，中国村干部。

## 生平
吐尔地尼牙孜是新疆维吾尔自治区阿瓦提县拜什力克乡的一名村干部。1997年7月3日凌晨，以吐尔逊·吐地为首“东突”恐怖分子闯入吐尔地尼牙孜家中，当场杀害了吐尔地尼牙孜还有他的妻子。